# Milad De Nour Tour
El Milad De Nour Tour és una cursa ciclista per etapes iraniana que es disputa anualment a la província de Kerman. Creada el 1999, el 2005 ja va entrar a formar part de l'UCI Àsia Tour.

## Palmarès
| Any       | Vencedor        | Segon               | Tercer             |
| --------- | --------------- | ------------------- | ------------------ |
| 1999      | Hossein Askari  | Hassan Maleki Mizan | Seyed Moezeddin    |
| 2000      | Ghader Mizbani  | Constantani         | Abbas Saeidi Tanha |
| 2001      | Ghader Mizbani  | Ahad Kazemi         | Alireza Haghi      |
| 2002      | Rahim Emami     | Mohammad Mosavi     | Seyed Moezeddin    |
| 2003      | Hossein Askari  | Ghader Mizbani      | Mehdi Sohrabi      |
| 2004      | Hossein Askari  | Timo Scholz         | Alireza Haghi      |
| 2005      | David McCann    | Omar Hasanein       | Siros Hashemzadeh  |
| 2006      | Ghader Mizbani  | Siros Hashemzadeh   | Hossein Askari     |
| 2007      | Ghader Mizbani  | Ahad Kazemi         | Hossein Askari     |
| 2008      | Ahad Kazemi     | Hossein Alizadeh    | Siros Hashemzadeh  |
| 2009      | Mahdi Sohrabi   | Abbas Saeidi Tanha  | Ramin Mehrabani    |
| 2010      | Ramin Mehrabani | Farshad Salehian    | Arvin Moazzemi     |
| 2011      | Ghader Mizbani  | Hossein Alizadeh    | Amir Zargari       |
| 2012-2014 | no disputat     | no disputat         | no disputat        |